# Tepepan, Eloxochitlán
Tepepan är en ort i Mexiko.   Den ligger i kommunen Eloxochitlán och delstaten Puebla, i den sydöstra delen av landet, 250 km öster om huvudstaden Mexico City. Tepepan ligger 1 054 meter över havet och antalet invånare är 651.
Terrängen runt Tepepan är bergig åt sydväst, men åt nordost är den kuperad. Terrängen runt Tepepan sluttar österut. Runt Tepepan är det ganska tätbefolkat, med 100 invånare per kvadratkilometer. Närmaste större samhälle är Tecpantzacoalco, 15,3 km väster om Tepepan. I omgivningarna runt Tepepan växer huvudsakligen savannskog.